# Georgia Force
Die Georgia Force waren ein Arena-Football-Team aus Duluth (Georgia), das in der Arena Football League (AFL) spielte.  

## Geschichte
Im Jahr 2002 kaufte der amerikanische Geschäftsmann Virgil Williams die Nashville Kats für zehn Millionen Dollar und zog das Team von Nashville (Tennessee) nach Duluth (Georgia), einem Vorort von Atlanta, um.
Bis zum Jahr 2008 konnten die Force fünf Mal in die Playoffs einziehen. Die Saison 2005 sollte die erfolgreichste der Franchisegeschichte werden. Die Force schlossen die regular Season mit 11 Siegen und 5 Niederlagen ab und zog in die Playoffs ein. Dazu gewannen sie alle ihre Heimspiele (6:0). Sie scheiterten erst im ArenaBowl an den Colorado Crush knapp mit 48:51.
Als die AFL die Saison 2009 ausfallen ließ, lösten sich auch die Georgia Force auf.
Im Jahr 2010 verkauften die Eigentümer das AFL-Team der Alabama Vipers. Die neuen Käufer verlegten das Franchise nach Duluth, sicherten sich die Rechte an Namen und Logo und schufen die neuen Georgia Force.
Diese sollten allerdings nur zwei Jahre bestehen, in denen zwar beide Male die Playoffs erreicht wurde, aber nicht mehr in das Finale einziehen sollte. Zudem fielen die Zuschauerzahlen im Vergleich zu den ersten sieben Spielzeiten um mehr als die Hälfte.
2012 verkündeten die Besitzer der Force die Auflösung des Franchise. Miteigentümer Doug MacGregor kritisierte bei der offiziellen Bekanntgabe eine fehlende lokale Identifikation mit der Mannschaft und fehlendes Knowhow in der Führung einer Sportmannschaft.

## Saisonstatistiken
| Jahr | Team          | Liga | S  | N | Playoffs erreicht | Playoffrunde |
| ---- | ------------- | ---- | -- | - | ----------------- | --- |
| 2002 | Georgia Force | AFL  | 6  | 8 | nein              | |
| 2003 | Georgia Force | AFL  | 8  | 8 | Ja                | S Wild Card Round gg. Dallas Desperados 49:45 N Viertelfinale gg. San Jose SaberCats 48:69                              |
| 2004 | Georgia Force | AFL  | 7  | 9 | nein              | |
| 2005 | Georgia Force | AFL  | 11 | 5 | ja                | S Viertelfinale gg. Tampa Bay Storm 62:48 S Halbfinale gg. Orlando Predators 60:58 N ArenaBowl gg. Colorado Crush 48:51 |
| 2006 | Georgia Force | AFL  | 8  | 8 | ja                | S Wild Card Round gg. New York Dragons 72:69 N Viertelfinale gg. Dallas Desperados 27:62                                |
| 2007 | Georgia Force | AFL  | 14 | 2 | ja                | S Viertelfinale gg. Philadelphia Soul 65:39 N Halbfinale gg. Columbus Destroyers 65:66                                  |
| 2008 | Georgia Force | AFL  | 10 | 6 | ja                | N Viertelfinale gg. Cleveland Gladiators 70:73                                                                          |
| 2011 | Georgia Force | AFL  | 11 | 7 | ja                | S Viertelfinale gg. Cleveland Gladiators 50:41 N Halbfinale gg. Jacksonville Sharks 55:64                               |
| 2012 | Georgia Force | AFL  | 9  | 9 | ja                | N Viertelfinale gg. Jacksonville Sharks 56:58                                                                           |

## Zuschauerentwicklung
| Jahr | Team          | Zuschauerdurchschnitt |
| ---- | ------------- | --------------------- |
| 2002 | Georgia Force | 7.069                 |
| 2003 | Georgia Force | 9.216                 |
| 2004 | Georgia Force | 9.160                 |
| 2005 | Georgia Force | 12.714                |
| 2006 | Georgia Force | 12.650                |
| 2007 | Georgia Force | 11.369                |
| 2008 | Georgia Force | 10.291                |
| 2011 | Georgia Force | 4.658                 |
| 2012 | Georgia Force | 4.242                 |